# 디자인권
디자인권은 새로운 디자인을 만든 자가 등록하여 가지는 권리다.
순전히 실용적인 물건의 시각적 디자인을 보호하는 지적 재산권이다. 산업디자인은 미적 가치를 포함하는 입체적 형태의 패턴이나 색상의 형태, 구성 또는 구성 또는 패턴과 색상의 조합으로 구성된다. 산업 디자인은 제품, 산업 상품 또는 수공예품을 생산하는 데 사용되는 2차원 또는 3차원 패턴일 수 있다.
WIPO가 관리하는 조약인 산업디자인의 국제기탁에 관한 헤이그협정에 따라 국제등록절차가 존재한다. 등록 자격을 얻으려면 대부분의 WIPO 회원국의 국내법에 따라 디자인이 참신해야 한다. 신청자는 WIPO 또는 조약 당사국의 국내 사무소에 단일 국제 기탁을 신청할 수 있다. 그런 다음 디자인은 원하는 만큼 조약의 많은 회원국에서 보호된다. 디자인권은 1787년 영국에서 리넨 디자인 및 인쇄법(Designing and Printing of Linen Act)으로 시작되었으며 그 이후로 확대되었다.
산업 디자인권 등록은 특허 부여와 관련이 있다.

## 같이 보기
- 실용신안